# 존더코만도 사진
존더코만도 사진(Sonderkommando photographs)은 1944년 8월 독일이 점령한 폴란드의 아우슈비츠 강제 수용소 내부에서 비밀리에 찍은 4장의 흐릿한 사진이다. 아우슈비츠 앨범에 있는 몇 장의 사진과 함께 가스실 주변에서 일어난 사건을 찍은 것으로 알려진 사진이다.
아우슈비츠 수용소 내 집단 수용소인 아우슈비츠-비르케나우(Auschwitz-Birkenau) 내부의 수감자가 15~30분 이내에 서로의 이미지를 촬영했다. 일반적으로 그리스에서 온 유태인 수감자인 알렉스라고만 불리는 이 사진가는 가스실 안팎에서 강제로 수감된 수감자 특별특공대의 일원이었다. 여러 출처에서 그를 그리스 해군 장교인 Alberto Errera로 재확인했다. 그는 가스실 내부에서 2장, 외부에서 2장을 찍었다. 그중에는 카메라를 정확하게 조준할 수 없었던 사진도 있다. 폴란드 저항군은 치약통에 담긴 필름을 캠프 밖으로 밀반입했다.
사진은 아우슈비츠-비르케나우 주립 박물관(Auschwitz-Birkenau State Museum)에서 280-283번으로 번호를 매겼다. 280번과 281번은 가스실 출입구나 창문의 검은 틀을 통해 쏘아진 화덕에서 시체를 화장하는 것을 보여준다. 282번은 가스실에 들어가기 직전 벌거벗은 여성들의 모습을 보여준다. 283번은 나무의 이미지로, 사진가가 너무 높은 곳을 겨냥한 결과물이다.

## 손데르코만도
아우슈비츠의 존더코만도("특별 특공대")는 대부분 유태인 수감자들이었고 일부는 화장터에서 일하게 된 소수의 러시아 포로였다. 화장터에는 Entkleidungskammer(탈의실), 가스실 및 용광로가 있었다. 1944년 여름에 수용소에는 화장터 (nos. II-V), 그리고 "작은 하얀 집"으로 알려진 초가 벽돌 건물에 보관된 추가 가스실이 있는 벙커가 있었다.
수감자들이 SS에 의해 일하기에 부적합한 것으로 "선택"된 후, 존더코만도는 보통 그들을 탈의실로 데려간 다음 가스실로 데려가 목욕 및 소독실로 데려간다고 말했다. 공황 상태를 피하기 위해 재소자들은 탈의실에 있는 소지품에 대한 번호가 매겨진 고리를 주어 그들이 돌아올 것이라고 믿게 했다.
그 후 존더코만도는 가스실에서 시체를 옮기고 금 충전재, 틀니, 머리카락, 보석 및 안경을 제거하고 시체를 처음에는 대량 무덤에서, 나중에는 용광로와 화덕에서 처리했다. 그런 다음 그들은 다음 도착을 위해 가스실을 청소했다.

## 사진
사진 작가의 이름은 대개 그리스에서 온 유대인 수감자인 알렉스로만 불린다. 여러 출처에서 그를 SS 장교를 공격한 후 총에 맞아 사망한 그리스 해군 장교인 알베르토 에레라(Alberto Errera)로 표기한다. 에레라의 코드네임은 알레코스 알렉산드리디스였다. 수용소 화장터 V에 있는 존더코만도의 다른 구성원인 알테르 파인질베르크(Alter Fajnzylberg, 스타니스와프 얀코프스키(Stanisław Jankowski)라고도 함), 형제 슐로모(Shlomo) 및 요셀 드라곤(Josel Dragon), 다비트 슈물레프스키 등이 카메라를 획득하고 숨기는 데 도움을 주며 감시 역할을 했다. 1943년 7월부터 V 화장터에서 일한 파인질베르크는 사진이 어떻게 찍히게 되었는지 설명했다.
사진을 찍은 날... 우리는 작업을 할당받았다. 우리 중 일부는 사진을 찍는 사람을 보호해야 했다. 즉, 비밀을 모르는 자의 접근, 무엇보다 그 지역을 떠돌아다니는 친위대원들의 접근을 주의 깊게 관찰해야 했다. 마침내 그 순간이 왔다. 우리는 모두 외부에서 화장장 V의 가스실로 이어지는 서쪽 입구에 모였다. 우리는 철조망에서 문을 내려다 보는 망루에서 SS 대원을 볼 수 없었고 사진을 찍을 장소 근처에서도 볼 수 없었다. 그리스계 유대인인 알렉스는 재빨리 카메라를 꺼내 불타는 시체 더미를 가리키고 셔터를 눌렀다. 이것이 사진이 더미에서 일하는 존더코만도의 죄수를 보여주는 이유이다. 그들 옆에는 친위대 중 한 명이 서 있었지만 그의 등은 화장터 건물을 향하고 있었다. 또 다른 사진은 건물 반대편에서 찍은 것으로, 나무 사이에서 남녀가 옷을 벗고 있었다. 그들은 화장장 V의 가스실에서 살해될 차를 타고 왔다.
파인질베르크는 카메라가 독일 라이카처럼 보였다고 회상했다. Szmulewski는 그것을 양동이에 숨기고 Alex가 촬영하는 동안 화장터 지붕에 감시로 머물렀다. 파인질베르크는 알렉스가 셔터를 눌렀지만 5명 모두 참석했고 함께 행동했다고 강조했다. 1987년 Jean-Claude Pressac 과의 인터뷰에서 Szmulewski에 따르면 네 장의 사진은 서로 15-30분 이내에 촬영되었다. 그러나 Christophe Cognet 감독에 따르면 총격 사건의 남동쪽에 위치한 자작나무 숲에서 추방자들의 짧은 그림자와 8월의 빛은 사진 283과 282가 오전 10시에서 11시 30분 사이에 촬영되었음을 나타낸다. 촬영과 관련하여 서-남-서에서 촬영한 화장터의 사진(280, 281)에서 그림자의 방향과 8월의 빛은 이 사진들이 오후 3시에서 4시 사이에 촬영되었음을 나타낸다. 이는 동일한 가스 주입 전후에 촬영된 동일한 운송 수단임을 시사한다. 항공 사진과 비교한 사진 282의 나무 위치를 고려하고 이 사진과 사진 283이 내부에서 촬영되었다고 보고하는 알테르 파인질베르크의 증언을 고려하여, 역사가 Igor Bartosik은 이 사진들은 에레라의 큰 크기를 감안할 때 높이 2m에 위치한 가스실에 자이클론 B를 붓는 구멍을 통해 찍은 것이라는 가설을 세웠다.
사진 280과 281에서 가스실 창문의 검은 틀이나 아마도 출입구가 보인다. 사진 281에서 사진 282의 일부가 왼쪽에서 볼 수 있다. 이는 이미지가 촬영된 순서가 주립 박물관의 번호와 모순됨을 의미한다. 자작나무 숲에서 옷을 벗는 이미지가 화장터 이미지보다 먼저 표시된다.

이 영화는 SS 매점에서 일하던 헬레나 단툰(Helena Dantón)에 의해 치약통 안에 숨겨져 있던 폴란드 지하에 의해 수용소 밖으로 밀반출되었다. 정치범 유제프 치란키에비치(Józef Cyrankiewicz)와 스타니스와프 크워진스키(Stanisław Kłodziński)가 쓴 1944년 9월 4일자 "Stakło"라는 메모가 영화에 첨부되었다. 사진을 크라쿠프 지하의 "텔(Tell)"이라는 가명을 쓰는 테레사 와소츠카에스트레이헤르(Teresa Łasocka-Estreicher)에게 보내달라고 요청했다.
긴급. 6x9용 필름 두 개를 가능한 한 빨리 보내라. 사진을 찍을 가능성이 있다. 가스실로 보내진 죄수를 보여주는 비르케나우의 사진을 보낸다. 한 사진은 화장터에서 시신을 모두 태울 수 없을 때 시신을 태운 스테이크 중 하나를 보여준다. 전경에 있는 시체들이 불 속에 던져지기를 기다리고 있다. 또 다른 사진은 사람들이 '샤워'하기 전에 옷을 벗고 가스실로 가는 숲속의 한 장소를 보여준다. 가능한 한 빨리 필름 롤을 보내라. 동봉된 사진을 텔(Tell)로 보내주라. 사진을 확대해서 더 보낼 수 있다고 생각한다.

## 원본
사진이 폴란드 저항군에 의해 처음 배포되었을 때 두 화덕 이미지의 검은색 프레임이 제거된 상태에서 인물에 초점을 맞추기 위해 잘렸다. 사진 역사가 재니나 스트럭(Janina Struk)은 Teresa Łasocka-Estreicher(수용소 쪽지에서 "Tell")가 폴란드 사진작가 Stanisław Mucha 에게 물었다. 판화를 만들고 자르기로 결정한 사람은 Mucha인 것으로 추정된다.
잘린 이미지 중 일부는 1945년에 출판되었는데, 존더코만도 일원인 다비트 슈물레프스키가 폴란드 판사인 얀 센(Jan Sehn)이 작성한 아우슈비츠-비르케나우에 대한 보고서이다. 하나는 1947년 아우슈비츠에 전시되었고 다른 하나는 1958년 바르샤바에서 스타니스와프 브조스 글린카(Stanisław Wrzos Glinka), 타데우시 마주르(Tadeusz Mazur) 및 예지 토마셰프스키(Jerzy Tomaszewski)의 We Have Not Forgotten이라는 제목의 책으로 출판되었다. 일부는 더 명확하게 하기 위해 수정되었다.
스트럭은 1960년에 브제슈체에서 저항 운동의 브와디슬라프 피틀리크(Władyslaw Pytlik)가 아우슈비츠-비르케나우 주립 박물관에 전시 경험에 대한 증언을 제공하고 자른 사진의 3장을 가져왔다고 기록한다. 1985년에야 Pytlik이 사망하고 그의 아내가 자르지 않은 버전을 포함하여 그의 사진을 박물관에 기증한 후 박물관에서 이전에 보았던 지문이 잘렸다는 것을 깨달았다.

해설자들은 사진을 자르는 것이 사건에 대한 왜곡된 관점을 제공하여 사진 작가가 자신의 카메라를 공개적으로 사용할 수 있다는 인상을 준다고 주장했다. 사실 그와 나머지 그룹은 총을 쏘아 큰 위험에 처했다. 그 중 282와 283은 렌즈를 통해 볼 수조차 없었음이 분명하다. 미술사가 조르주 디디-위베르만(Georges Didi-Huberman)은 자르기가 사진을 안전하게 보이게 하고 저항의 행위와 이미지의 현상학, 즉 "그것을 하나의 사건으로 만든" 과정을 지운다고 주장한다.
시신과 구덩이의 시야를 둘러싸고 있는 검은 덩어리, 아무것도 보이지 않는 이 덩어리는 실제로 나머지 노출된 표면만큼 가치 있는 시각적 표시를 제공한다. 아무것도 보이지 않는 그 덩어리는 가스실의 공간이다. 장작 더미 위의 외부 존더코만도의 작업에 빛을 주기 위해 후퇴하고 물러나야 했던 어두운 방이다. 그 검은 덩어리는 우리에게 상황 그 자체, 가능성의 공간, 사진 자체의 존재 조건을 제공한다.

## 대중문화
사진은 2015년 헝가리 영화 사울의 아들(Son of Saul)에 언급되었으며 2021년 프랑스 다큐멘터리 From Where They Stood에서 분석되었다.